# 가면 (2014년 영화)
"가면"은 한국에서 제작된 김병학 감독의 2014년 영화이다. 김용환 등이 주연으로 출연하였다.

## 출연

### 주연
- 김용환
- 차지원

### 조연
- 김혁호